# 4801 Ohře
A 4801 Ohre (ideiglenes jelöléssel 1989 UR4) a Naprendszer kisbolygóövében található aszteroida. Antonín Mrkos fedezte fel 1989. október 22-én.